# Kaplica Sykstyńska
Kaplica Sykstyńska – papieska kaplica w Pałacu Watykańskim. Budowana w latach 1475–1483 z fundacji papieża Sykstusa IV (stąd jej nazwa).

## Kaplica Sykstyńska
Jest to prostokątne pomieszczenie o długości 40,93 m, szerokości 13,41 m i wysokości 20,70 m. Przykrywa je sklepienie kolebkowe z lunetami. Dzieli je ażurowa balustrada wykonana przez Mino da Fiesole. Po prawej stronie pomieszczenia (patrząc w kierunku ołtarza) znajduje się kantoria z organami. Kaplica Sykstyńska słynęła z doskonałego, męskiego chóru, w którym śpiewali również mężczyźni obdarzeni wysokim kontratenorem (stąd brały się nie zawsze prawdziwe informacje o śpiewie kastratów).
Kaplica Sykstyńska od początku była przeznaczona na ważniejsze uroczystości kościelne. Dawniej często odprawiano w niej msze święte. Odbywa się tutaj konklawe, czyli wybór nowego papieża. Specjalny piec wstawiany na czas wyborów ma wyprowadzony ponad dach komin. Kolor wydobywającego dymu informuje zgromadzonych na Placu Świętego Piotra o wynikach głosowania: czarny – nie udało się jeszcze wybrać nowego papieża, biały – decyzja o wyborze została podjęta.
W latach 1981–1994 włoscy specjaliści przeprowadzili prace konserwatorskie finansowane przez Telewizję Japońską. Oczyszczono freski, usunięto część zasłon umieszczonych na biodrach postaci Sądu Ostatecznego. Obecnie, podczas zwiedzania Kaplicy, nie wolno fotografować, filmować ani prowadzić rozmów. Przewodnicy omawiają poszczególne freski korzystając z tablic ze zdjęciami, umieszczonych na Dziedzińcu Pinii.
Co roku, przez jeden miesiąc, od godziny 17.30 do północy, kiedy z kaplicy wyjdą wszyscy turyści, wkracza do niej zespół specjalistów z Watykanu. Trwa wówczas sprzątanie, sprawdzanie pod kątem uszkodzeń, a następnie składany jest raport na temat kondycji Sykstyny.
Z Kaplicą Sykstyńską połączona jest (niedostępna dla zwiedzających) Kaplica Paulińska. Zdobi ją fresk „Ukrzyżowanie św. Piotra”, jedno z ostatnich dzieł Michała Anioła.

## Freski na ścianach bocznych

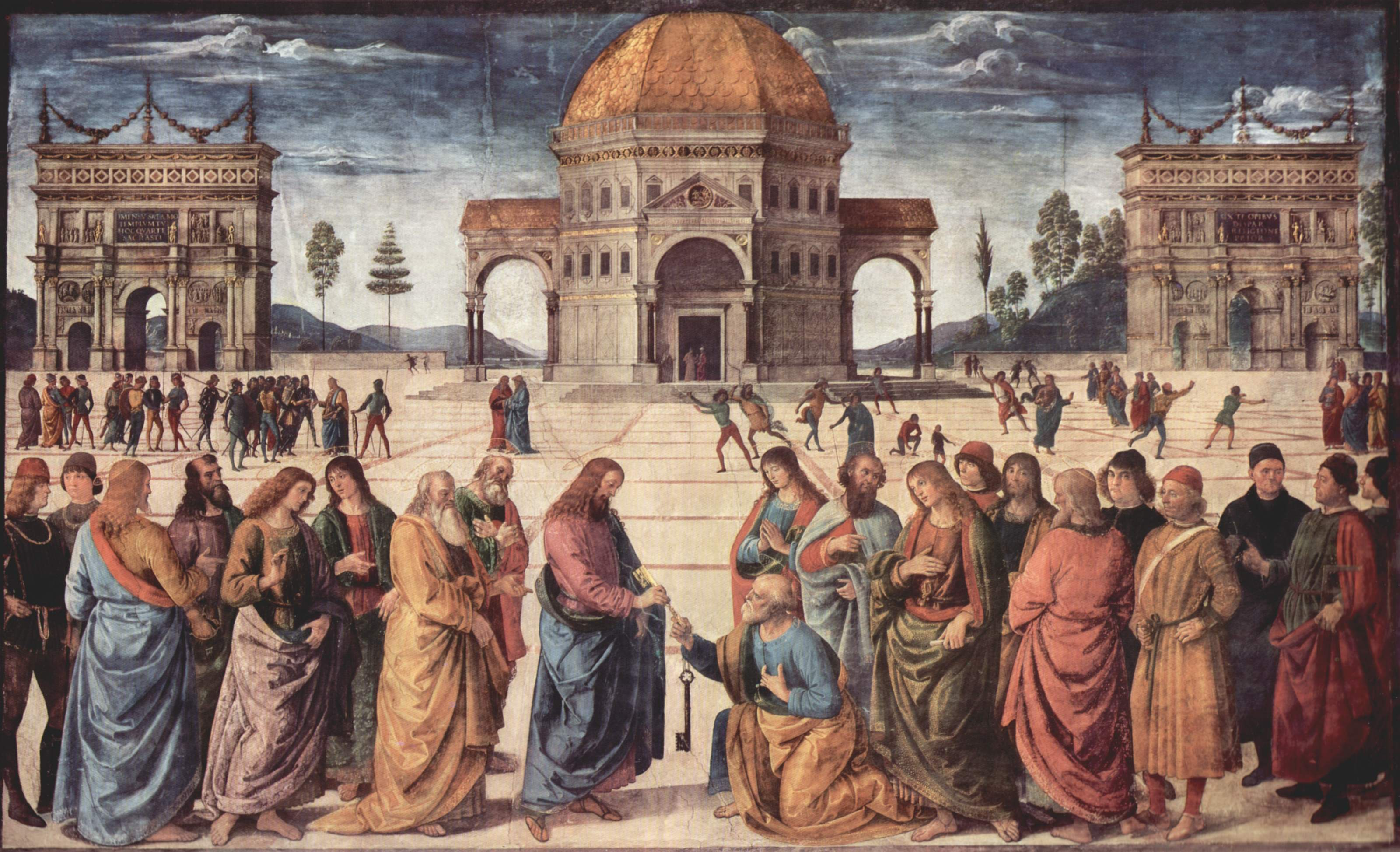
Pietro Perugino, Wręczenie kluczy św. Piotrowi

Ściany i sklepienie Kaplicy zdobią freski. Najstarsze umieszczone są na podłużnych ścianach. Zostały wykonane w latach 1481–1483 przez artystów z Toskanii i Umbrii. Często określane są nazwą „Stara Sykstyna”, dla odróżnienia od fresków namalowanych przez Michała Anioła, nazywanych „Nową Sykstyną”. Ścianę po lewej stronie zdobi 6 scen ze Starego Testamentu, a po prawej umieszczono 6 scen z Nowego Testamentu. Są to (patrząc od strony ołtarza):
- strona lewa:
  - Mojżesz z żoną Seforą w Egipcie – Pietro Perugino
  - Próby Mojżesza – Sandro Botticelli
  - Przejście przez Morze Czerwone – Cosimo Rosselli
  - Mojżesz na górze Synaj – Cosimo Rosselli
  - Ukaranie Korego, Danata, Aribona – Sandro Botticelli
  - Testament i śmierć Mojżesza – Luca Signorelli
- strona prawa:
  - Chrzest Chrystusa – Pietro Perugino i Pinturicchio
  - Kuszenie Chrystusa – Sandro Botticelli
  - Powołanie apostołów Piotra i Andrzeja – Domenico Ghirlandaio
  - Kazanie na Górze i uzdrowienie trędowatego – Cosimo Rosselli
  - Wręczenie kluczy św. Piotrowi – Pietro Perugino
  - Ostatnia Wieczerza – Cosimo Rosselli

Poniżej namalowano szeroki pas imitujący zasłony z tkaniny.

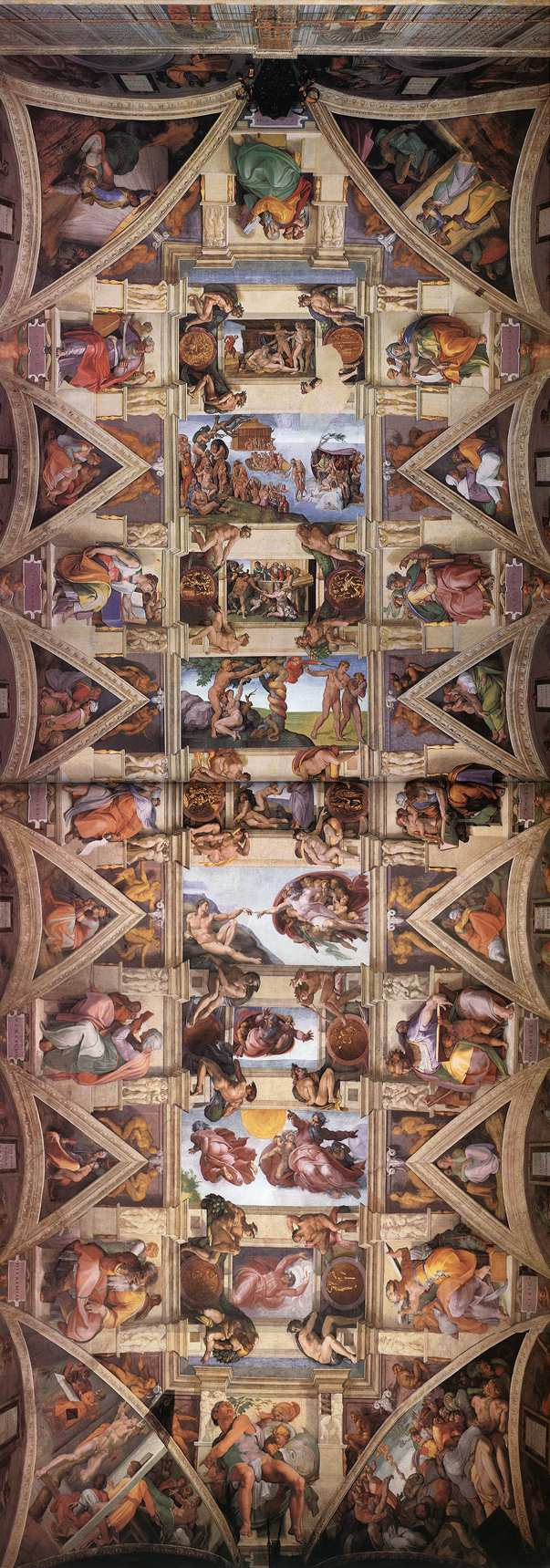
Sklepienie

## Sklepienie
Prace nad ozdobieniem sklepienia papież Juliusz II zlecił Michałowi Aniołowi po tym, jak zrezygnował z zamówienia u niego monumentalnego grobowca, co doprowadziło między zleceniodawcą i artystą do konfliktu. Obrażony Michał Anioł wyjechał do Florencji. Pojednanie nastąpiło dopiero w 1507 w Bolonii, papież jednak nie odnowił kontraktu na grobowiec, tylko zlecił artyście wykonanie fresków na sklepieniu Kaplicy Sykstyńskiej. Michał Anioł, który uważał się za rzeźbiarza, widział w tym spisek swoich konkurentów Donata Bramante, oraz Rafaela Santiego. Jednak mimo niechęci rozpoczął prace 10 maja 1508. Malowidła zdobiące sklepienie opowiadają biblijną historię ludzkości od stworzenia świata, przez grzech pierworodny aż do potopu. Według często powtarzanej legendy artysta pracował sam w niesprzyjających warunkach, niewygodnej pozycji i słabym oświetleniu. Jednak badania przeprowadzone podczas ostatniej konserwacji fresków wykazały, że miał on kilku pomocników. Historia informuje o kilku zatargach pomiędzy zniecierpliwionym papieżem a zapracowanym artystą. Rusztowania zostały zdjęte pod koniec października 1512.
Wymiary postaci przedstawianych w kolejnych scenach zmieniają się. Najmniejsze są przy wejściu, największe w pobliżu ołtarza (artysta uzyskał przez to efekt jednakowej wielkości poszczególnych osób przy oglądaniu dzieła w pobliżu wejścia do kaplicy). W prostokątnych polach (patrząc od ołtarza) przedstawione są następujące sceny:
- Bóg oddziela światło od ciemności
- Bóg stwarza słońce i księżyc
- Oddzielenie morza od lądów
- Stworzenie Adama (jeden z najbardziej znanych fresków Michała Anioła)
- Stworzenie Ewy
- Grzech Pierworodny (zerwanie owocu i wypędzenie z raju)
- Ofiara Noego
- Potop
- Synowie Noego (Cham wyśmiewa pijanego ojca, dwaj inni synowie okrywają go)

Boczne pola sklepienia i lunety Michał Anioł ozdobił 12 postaciami proroków i sybill.
Postać proroka Jeremiasza to autoportret mistrza, który w ten sposób niejako podpisał swoje dzieło.

## Sąd Ostateczny

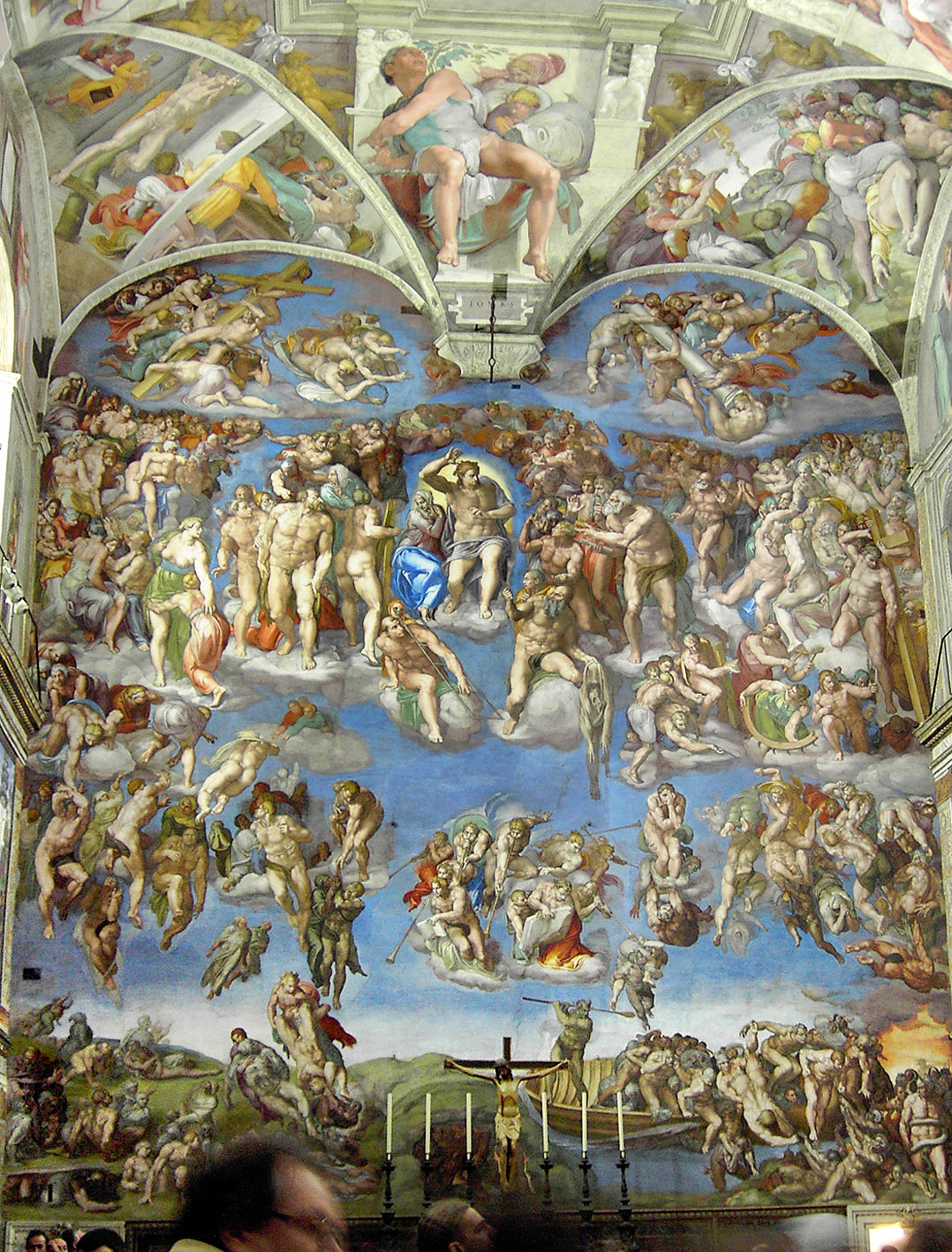
Sąd Ostateczny

Na ścianie na wprost wejścia Michał Anioł namalował fresk „Sąd Ostateczny”. Dzieło powstało na zamówienie papieża Klemensa VII w latach 1536–1541. Kompozycja jest skupiona wokół postaci Chrystusa – sędziego karzącego za grzechy, z Matką Bożą u boku. Wokół zgromadzeni są święci, najczęściej trzymający narzędzia swojej męczeńskiej śmierci. Po prawej stronie ukazany jest św. Piotr z kluczami, poniżej św. Bartłomiej z nożem w ręku i własną skórą (skóra twarzy to autoportret Michała Anioła), na lewo od Bartłomieja – św. Wawrzyniec z rusztem. W górnej części obrazu unoszą się aniołowie trzymający narzędzia Męki Pańskiej. Poniżej centralnej sceny artysta umieścił 11 aniołów bez skrzydeł. Dmą oni w trąby budząc umarłych, którzy, ukazani w dole po stronie lewej, budzą się przy pomocy aniołów, pomagając sobie nawzajem wznoszą się coraz wyżej. Dół po stronie prawej ukazuje scenę strącania do piekieł potępionych przewiezionych na łodzi Charona. Król piekieł to postać z oślimi uszami (Minos), owinięta wężem. Twarz Minosa Michał Anioł namalował podobną do Biagio z Ceseny. Ten mistrz ceremonii na dworze Pawła III ostro potępiał nagość na freskach Buonarrotiego, zatem mistrz zemścił się na nim umieszczając go w ten sposób na swoim malowidle. Mimo jego licznych skarg, papież nie kazał wprowadzić zmian, odpowiadając: mam władzę na ziemi, mógłbym wiele załatwić w niebie, ale moje wpływy nie sięgają piekieł, przeto nie mogę cię wybawić.
Papież Paweł IV zażądał zniszczenia dzieła, uznając je za nieprzyzwoite. Po namowach, zgodził się na zamalowanie intymnych fragmentów. Zgodnie z postanowieniem soboru trydenckiego, uczeń Michała Anioła Daniele da Volterra wprowadził poprawki na miesiąc przed śmiercią Michała Anioła (przez to został nazwany „majtkarzem”).